# Landesinstitut für Schulqualität und Lehrerbildung Sachsen-Anhalt

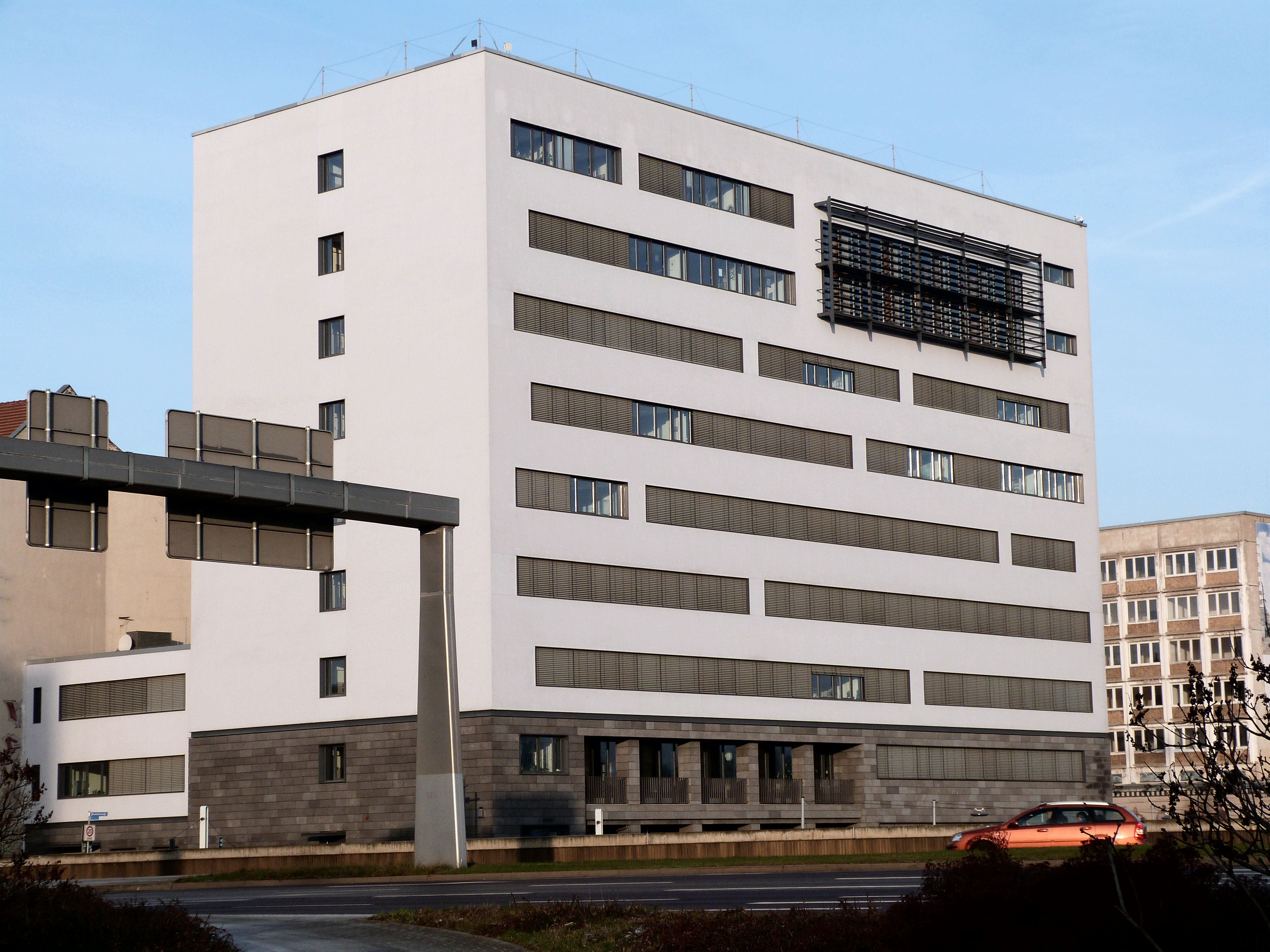
Hauptsitz des LISA in Halle

Das Landesinstitut für Schulqualität und Lehrerbildung Sachsen-Anhalt (LISA) ist eine Einrichtung des Landes Sachsen-Anhalt, die seit dem 1. März 2009 unter diesem Namen besteht. Die Gründung erfolgte durch das 11. Gesetz zur Änderung des Schulgesetzes von Sachsen-Anhalt. Das LISA vereint Aufgaben, die zuvor von verschiedenen Einrichtungen wahrgenommen wurden, darunter die Lehrplanentwicklung, die Organisation schriftlicher Zentralprüfungen, die Lehrerausbildung in der zweiten Phase sowie die Lehrerfortbildung in der dritten Phase. Zudem spielt das LISA eine zentrale Rolle in der digitalen Transformation des Bildungswesens und betreibt im Auftrag des Bildungsministeriums den Bildungsserver Sachsen-Anhalt.
Der Hauptsitz ist in Halle (Saale) am Riebeckplatz. Die Einrichtung hat eine Nebenstelle in den Franckeschen Stiftungen in Halle sowie eine Außenstelle in Magdeburg im City-Carré. Sie untersteht dem Bildungsministerium Sachsen-Anhalt.

## Fachbereiche
Der Fachbereich 1, Qualitätsfeststellungen an Schulen, untersucht mit standardisierten Verfahren grundlegende und aktuelle Aspekte der Qualität schulischer Arbeit. Zu seinen Aufgaben gehören die Unterstützung schulinterner Evaluationsprozesse, die Bereitstellung von Verfahren und Instrumenten zur internen Evaluation schulischer Prozesse, die Durchführung von externen Evaluationen an allgemeinbildenden und berufsbildenden Schulen zur Ermittlung des Ist-Zustands, die Inspektion zur Bewertung der Qualitätsentwicklung von Schulen anhand standardisierter Kriterien sowie das Monitoring, das die systematische Erfassung von Entwicklungsprozessen im Bildungssystem durch Befragungen umfasst.
Der Fachbereich 2, Schul- und Unterrichtsentwicklung, ist verantwortlich für die Entwicklung und Evaluation von Lehrplänen und curricularen Materialien. Er wirkt bei der Erarbeitung und Integration der KMK-Bildungsstandards mit, führt zentrale Leistungserhebungen und Prüfungen durch und wertet diese aus. Zudem prüft und genehmigt er Schulbücher und koordiniert bundesweite Bildungsprojekte.
Der Fachbereich 3, Lehrerausbildung und Lehramtsprüfungen, hat die zentrale Aufgabe, die Lehrerausbildung in der zweiten Phase zu organisieren und Prüfungen durchzuführen. Dies umfasst die Ausbildung von Lehrkräften an den Staatlichen Seminaren in Halle und Magdeburg und die Planung und Durchführung der Ersten Staatsprüfung, der Laufbahnprüfung sowie die Anerkennung ausländischer Lehramtsabschlüsse durch das Landesprüfungsamt für Lehrämter.
Der Fachbereich 4, Professionalisierung von Lehrkräften, unterstützt die Qualitätsentwicklung schulischer Arbeit durch Fort- und Weiterbildungsangebote für Lehrkräfte und pädagogische Mitarbeiter. Diese Angebote richten sich sowohl an Einzelpersonen als auch an ganze Kollegien.
Der Fachbereich 5, Digitalität in der schulischen Bildung, verfolgt das Ziel, Schulen und Lehrkräfte bei der digitalen Transformation zu unterstützen. Zu den Aufgaben gehören der Betrieb des Bildungsservers Sachsen-Anhalt und der Lernplattform Moodle, die Bereitstellung und Lizenzierung von Apps und Medien von Drittanbietern, die Bereitstellung von Materialien zur Medienbildung sowie die Qualifizierung und der Support für Akteure in der schulischen Praxis.